# Faxinalenses

Região "Mesorregião Centro Oriental Paranaense" segundo a classificação do IBGE de 1989, que criou as mesorregiões e microrregiões. Nesta região destacada em vermelho fica situada o município de Imbaú, onde há uma forte influência da cultura e identidade faxinalense.

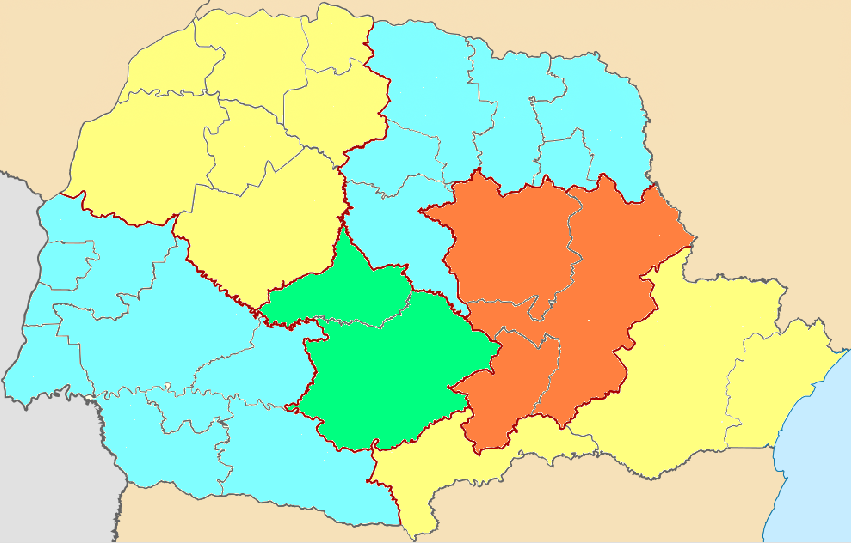
Na moderna (2017) classificação do IBGE, a região de prática dos faxinais está presente significativamente na Região Geográfica Intermediária de Ponta Grossa e na Região Geográfica Intermediária de Guarapuava.

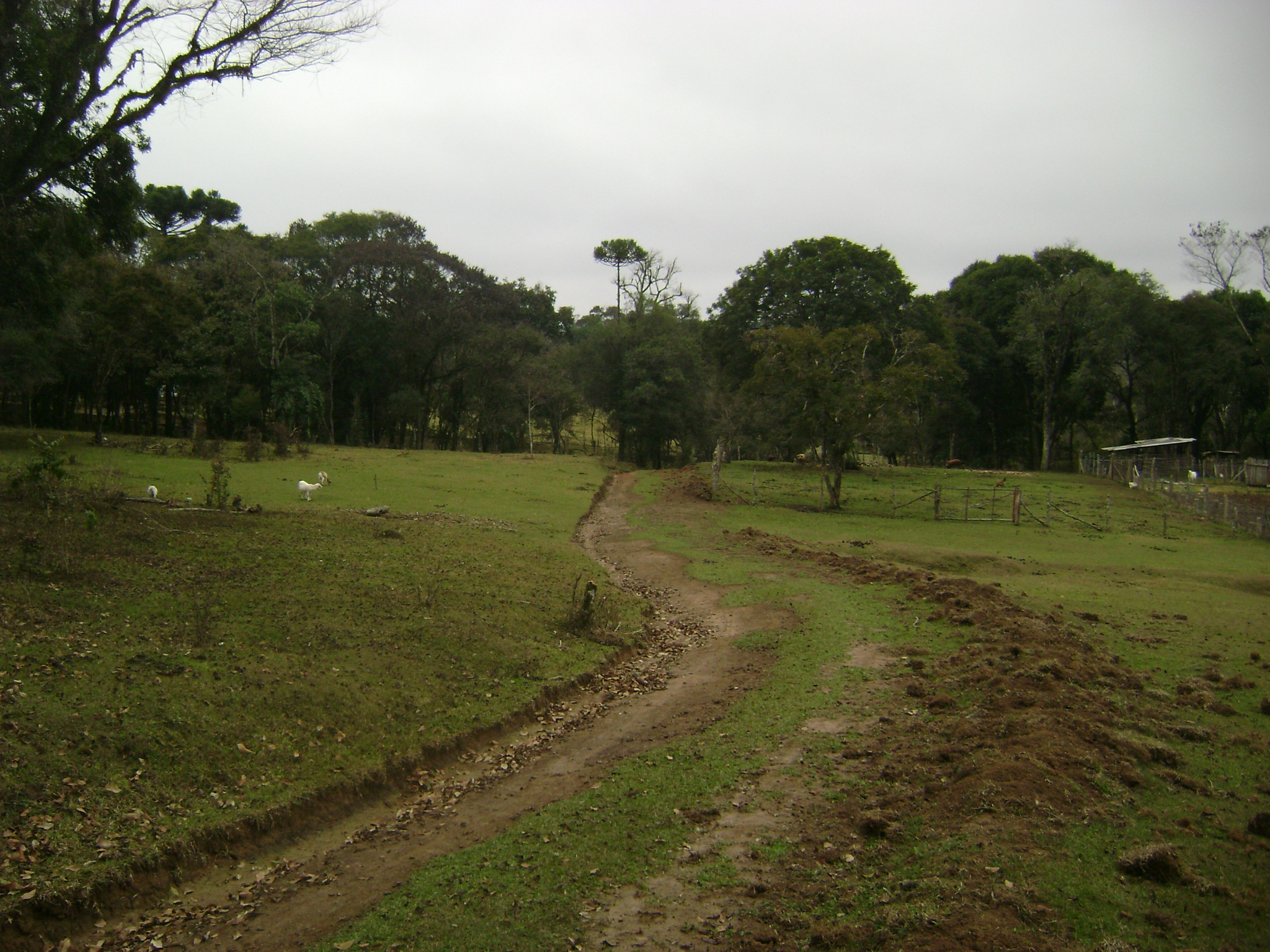
Paisagem de um faxinal chamado de Faxinal Anta Gorda situado em Prudentópolis, estado de Paraná.

Faxinalense é uma população tradicional que habita territórios específicos das regiões Centro Oriental, Sudeste e Centro-Sul do estado do Paraná  (Sul do Brasil).
Este termo deriva do fato de que os grupos sociais que compõem essa comunidade tradicional estão envolvidos com uma prática agrária chamada de sistema faxinal. Este consiste na posse coletiva da terra para fins de produção animal coletiva, os chamados criadouros comunitários, bem como pela produção agrícola de subsistência e de comercialização local, bem como pelo extrativismo florestal de baixo impacto.
Em 2006, os faxinalenses, junto com outros povos tradicionais, foram reconhecidos oficialmente pelo Governo do Brasil, quando a entidade Rede Faxinais foi inserida entre os representantes de populações tradicionais que integravam a antiga Comissão Nacional de Desenvolvimento Sustentável das Comunidades Tradicionais.
Desde então, os faxinalenses passaram a se enquadrar formalmente na política de desenvolvimento sustentável das comunidades tradicionais (PNPCT) instituída no ano seguinte pelo Decreto federal nº 6.040/2007.

## Organização social e comunitária
A organização comunitária e o modo de vida faxinalense está diretamente relacionado com uma prática conhecida como sistema faxinal baseada na interação dos recursos naturais e paisagísticos do Bioma Floresta com Araucária.
Esta organização pelo uso comum da terra e outros elementos da natureza disponíveis na forma de criadouro comunitário diretamente associado com a área de cultivo agrícola ou de pastagem, ainda que haja uma separação por cercas e tapumes rudimentares amparada em decisões conhecidas como acordos comunitários.
Os povos faxinalenses costumam se articular politicamente em nível local por meio de associações civis e em nível mais amplo em reuniões dessas entidades e suas lideranças conhecidas como "Encontros dos Povos Faxinalenses". As principais entidades que reúnem esses povos seriam a Rede Faxinal e a Associação Puxirão dos Povos Faxinalenses.
Segundo o Mapeamento Social dos Faxinais realizado em 2008, haviam na época 227 faxinais distribuídos entre os seguintes municípios:
- Mesorregião Metropolitana de Curitiba (63 faxinais);
- Mesorregião Sudeste Paranaense (86 faxinais);
- Mesorregião Centro-Oriental Paranaense (17 faxinais);
- Mesorregião Centro Sul Paranaense (61 faxinais).

Na época desse levantamento, a microrregião de Guarapuava possuía 55 faxinais, o que a tornava o local com o maior número de comunidades faxinalenses, seguida das microrregiões de Irati (37 faxinais) e de Rio Negro (32 faxinais).
De acordo com a "Carta de Irati", documento final do 3º Encontro dos Povos Faxinalenses, evento ocorrido em Irati durante o mês de agosto de 2009, que reuniu as 227 comunidades faxinalenses, todas situadas no Paraná. Neste encontrou, houve a denúncia sobre a persistência de conflitos fundiários entre os faxinalense que ocupam a área há gerações e grandes latifundiários na região.
Não se deve confundir a identidade faxinalense com o sistema econômico de base rural (o chamado sistema faxinal), pois a identidade cultural vai além das questões de economia rural, como alguns técnicos do Instituto Ambiental do Paraná (IAPAR) enxergavam a questão nas décadas de 1980 e de 2000. A identidade faxinalense se refere a elementos socioculturais que reforçam os laços de pertencimento à uma comunidade e de sociabilidade.

### Acordos comunitários
Os acordos comunitários são negociações consensuais e consuetudinárias que regulamentam a construção e manutenção das cercas e tapumes dos faxinais sem a presença de fechos em áreas de uso comum, o chamado criador ou criadouro comunitário no sistema faxinal.
Esses acordos são realizados entre os próprios faxinalenses e relacionam-se com as práticas necessárias para o uso comunitário de pastagens nativas, com essa interação caracterizada preponderantemente pelo baixo impacto ambiental.

## Reconhecimento oficial

### Nível federal
Em 2007, Governo do Brasil reconheceu os povos tradicionais, entre eles os faxinalenses, por meio da Política Nacional de Desenvolvimento Sustentável das Comunidades Tradicionais (PNPCT).
Deste modo, houve uma ampliação de reconhecimento já feito parcialmente durante a Constituição de 1988 que contemplou os povos indígenas e os quilombolas, agregando outros povos tradicionais, a saber: andirobeiro, caatingueiro, caiçara, castanheira, catador de mangaba, chapadeiro, cigano, cipozeiro, extrativista, fundo e fecho de pasto, geraizeiro, ilhéu, isqueiro, morroquiano, pantaneiro, pescador artesanal, piaçaveiro, pomerano, povos de terreiro ou povos de santo, quebradeira de coco-babaçu, retireiro, ribeirinho, seringueiro, vazanteiro e, veredeiro.. 
Portanto, todas as políticas públicas decorrentes da PNPCT impactarão diretamente o conjunto dessas populações tradicionais, levando em conta a interação das atividades econômicas, sociais e culturais delas com os elementos da natureza.

### Nível estadual
O estado do Paraná criou o decreto estadual nº 3.446, de 25 de junho de 1997, que reconheceu a existência dos faxinais como um sistema de produção camponês tradicional, associando-o territorialmente à região Centro-Sul do Paraná.
Em 2007, o estado do Paraná avançou nas relações entre o poder público na proteção à identidade faxinalense com a criação da Lei estadual nº 15.673/2007, que reconheceu os Faxinais e sua territorialidade específica, prevendo que essa identidade teria como traço marcante o uso comum da terra para produção animal e a conservação dos recursos naturais.
De acordo com essa lei, a identidade faxinalense estaria fundamentada na integração de características próprias da população, tais como: a produção animal à solta, em terras de uso comum; a produção agrícola de base familiar, policultura alimentar de subsistência, para consumo e comercialização; o extrativismo florestal de baixo impacto aliado à conservação da biodiversidade;e uma cultura própria baseada em laços de solidariedade comunitária e preservação de suas tradições e práticas sociais.

### Nível municipal
Em dezembro de 2019, o município paranaense de Imbaú criou uma lei municipal (Lei nº 640/2019) que regulamentou a relação do poder local com o processo de reconhecimento dos faxinalenses, de seus acordos comunitários estabelecidos em áreas situadas no próprio território municipal de Imbaú que tiverem criador comunitário no sistema Faxinal, além de estabelecer a proibição de colocação de fechos nas áreas de posse coletiva.
As infrações aos acordos comunitários levam ao pagamento de multas administrativas arbitradas pela Comissão Municipal de Fiscalização do Faxinal de Imbaú.